# Кіндред (Північна Дакота)
Кіндред (англ. Kindred) — місто (англ. city) в США, в окрузі Кесс штату Північна Дакота. Населення — 889 осіб (2020).

## Географія
Кіндред розташований за координатами 46°38′58″ пн. ш. 97°1′1″ зх. д. / 46.64944° пн. ш. 97.01694° зх. д. (46.649431, -97.016886).  За даними Бюро перепису населення США в 2010 році місто мало площу 3,75 км², уся площа — суходіл.

## Демографія
Згідно з переписом 2010 року, у місті мешкали 692 особи в 267 домогосподарствах у складі 185 родин. Густота населення становила 185 осіб/км².  Було 289 помешкань (77/км²).
Расовий склад населення:
| - 96,0 % — білих - 0,7 % — корінних американців - 0,1 % — чорних або афроамериканців - 1,2 % — осіб інших рас |

До двох чи більше рас належало 2,0 %. Частка іспаномовних становила 1,4 % від усіх жителів.
За віковим діапазоном населення розподілялося таким чином: 33,1 % — особи молодші 18 років, 57,2 % — особи у віці 18—64 років, 9,7 % — особи у віці 65 років та старші. Медіана віку мешканця становила 32,5 року. На 100 осіб жіночої статі у місті припадало 101,2 чоловіків;  на 100 жінок у віці від 18 років та старших — 97,0 чоловіків також старших 18 років.
Середній дохід на одне домашнє господарство  становив 71 036 доларів США (медіана — 60 000), а середній дохід на одну сім'ю — 83 590 доларів (медіана — 74 875). За межею бідності перебувало 12,0 % осіб, у тому числі 16,2 % дітей у віці до 18 років та 15,4 % осіб у віці 65 років та старших.
Цивільне працевлаштоване населення становило 385 осіб. Основні галузі зайнятості: виробництво — 18,2 %, освіта, охорона здоров'я та соціальна допомога — 17,4 %, фінанси, страхування та нерухомість — 11,4 %, будівництво — 8,6 %.